# Бахтияр
Бахтияр или често членувано Бахтияро (на гръцки: Δενδρόφυτο, Дендрофито, катаревуса Δενδρόφυτον, Дендрофитон, до 1927 Μπαχτιάρ, Бахтияр) е бивше село в Република Гърция, Егейска Македония.

## География
Бахтияр е било разположено на територията на дем Долна Джумая (Ираклия). Селото е залято от водите на превърнатото в язовир Бутковско езеро.

## История
Според Йордан Н. Иванов името е от турското лично име Бахтияр от bahtıyar, щастлив.
В „Етнография на вилаетите Адрианопол, Монастир и Салоника“, издадена в Константинопол в 1878 година и отразяваща статистиката на населението от 1873 г., Бахтияр (Bahtiar) е посочено като селище в Сярска каза със 70 домакинства, като жителите му са 246 българи.
В 1891 година Георги Стрезов пише за селото:
| „ | Бахтиаро, село на З от Джумая 2 1/2 часа; до езерото има едва 1/2 час. Струма прави чести наводнения, донася утайка и прави земята една от най-плодородните. Покрай езерото и Струма има гъст лес. Занимават се с риболовство и земеделие. Църква „Св. Илия“; четът гръцки. Има само училищно здание. 60 къщи чисти българе... Равнището, в което са разположени горните четири села се казва Прокопанско поле и е едно от най-плодородните. Струма изобилно го пои и често си менява дори матката. На Ю е орманът, гъст с вековни върби и тинести блата, тъй че климатът е нездрав и поддържа всякакви миазми. В ормана има много диви свини, язовец, чакали; развъждат още по краищата и питомни свине. | “ |

Според статистиката на Васил Кънчов („Македония. Етнография и статистика“) от 1900 година Бахтияръ Махала брои 380 жители, всички българи християни.
Всички християни от Бахтияр са под ведомството на Цариградската патриаршия. По данни на секретаря на Българската екзархия Димитър Мишев („La Macédoine et sa Population Chrétienne“) в 1905 година в Бахтияр (Bahtiar) живеят 480 българи патриаршисти гъркомани. В селото има 1 начално гръцко училище с 1 учител и 10 ученици.

## Личности
Родени в Бахтияр
- Гого Стоянов, български революционер, деец на Върховния комитет, четник на Алексо Поройлията, загинал заедно с войводата си в сражение на 26 юли 1903 година в местността Аджийца между селата Стиник и Игуменец, Петричко.[8]